# Công viên Marshal Józef Piłsudski, Września
Công viên im. Marszałka Józefa Piłsudskiego, Września (tên Tiếng Anh: Công viên Marshal Józef Piłsudski, Września) là một công viên và đài tưởng niệm ở Wrześniain (Quận Września, Ba Lan). Nó có diện tích khoảng 10 hécta (25 mẫu Anh). Công viên được quản lý bởi gmina Września.
Công viên có một cái ao, sân chơi, di tích tự nhiên và các cơ sở thể thao. Năm 2002, một bể bơi thành phố, phục vụ như một sân trượt băng trong mùa đông, đã được xây dựng trong khu vực của công viên. Một sân trượt ván đã được xây dựng vào năm 2006.

## Vị trí
Công viên nằm ở phía bắc của thành phố. Lối vào chính của công viên dưới dạng cổng và cầu thang nằm ở bên phía phố Daszyński. Nó giáp với đường Parkowa và sông Wrześnica.

## Lịch sử
Năm 1925, thành phố bắt đầu xây dựng công viên thành phố với diện tích 6,63 hécta (16,4 mẫu Anh) tại ngã tư đường Gniezno và đường Dworcowa. Với mục đích này, đất được mua từ Helena Mycielska. Dự án được giám sát bởi giám đốc của các khu vườn đô thị ở Poznan Tiến sĩ Wladyslaw Marciniec. Kế hoạch cung cấp một thảm hoa, sân tennis, sân chơi trẻ em, xây dựng nhà hàng và vườn ươm. Công viên mở cửa cho cư dân vào ngày Corpus Christi, ngày 16 tháng 6 năm 1927. Ban đầu nó được đặt tên là Wiosna Ludów (Cách mạng Ba Lan năm 1848), và năm 1935 được đổi tên theo tên của Józef Piłsudski. Khoảng 500 cây và hơn 7 nghìn cây bụi đã được trồng trong công viên và trong năm 1927-1928, hơn 30 băng ghế đá đã được trang bị. Edward Grabski từ Bieganowo đã tặng cho công viên ba bức tượng thần sấm sét - Perkun, vị thần của sự hoang mang- Jesse và nữ thần chiến tranh- Bellona.

## Thiên nhiên
Trong công viên, có nhiều loại cây và cây bụi, cả rụng lá và lá kim. Có 43 loài cây và 21 loài cây bụi, nhưng công viên bị chi phối bởi các loài tống quán sủ và cây dương đen cũng như sồi, phong, platanus và quả óc chó đen. Ở phần trung tâm của công viên có một cái ao nhỏ.
Các khu di tích tự nhiên bao gồm một khối đá granit trôi dạt.

## Hình ảnh

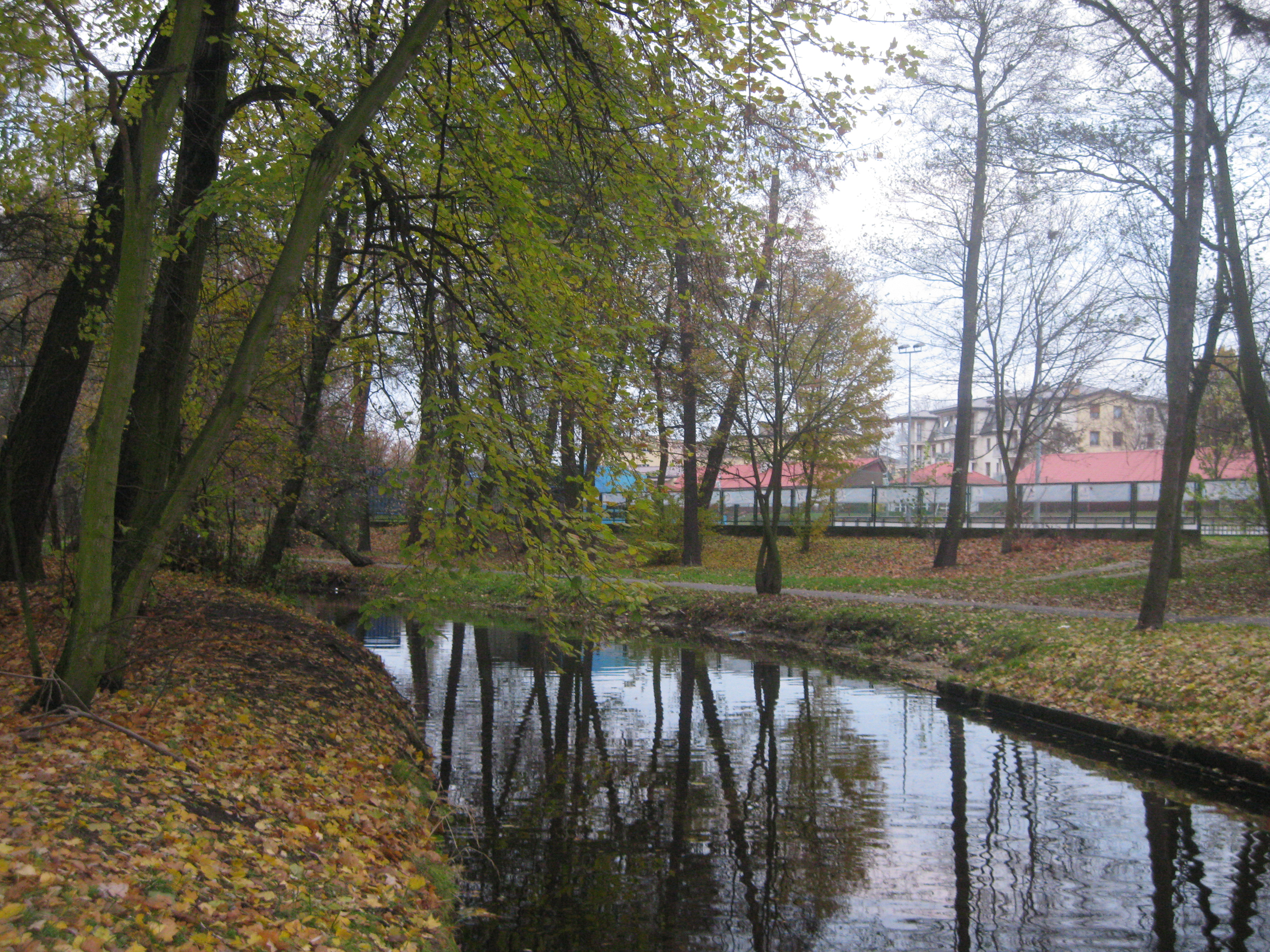
Wrześnica chảy qua công viên
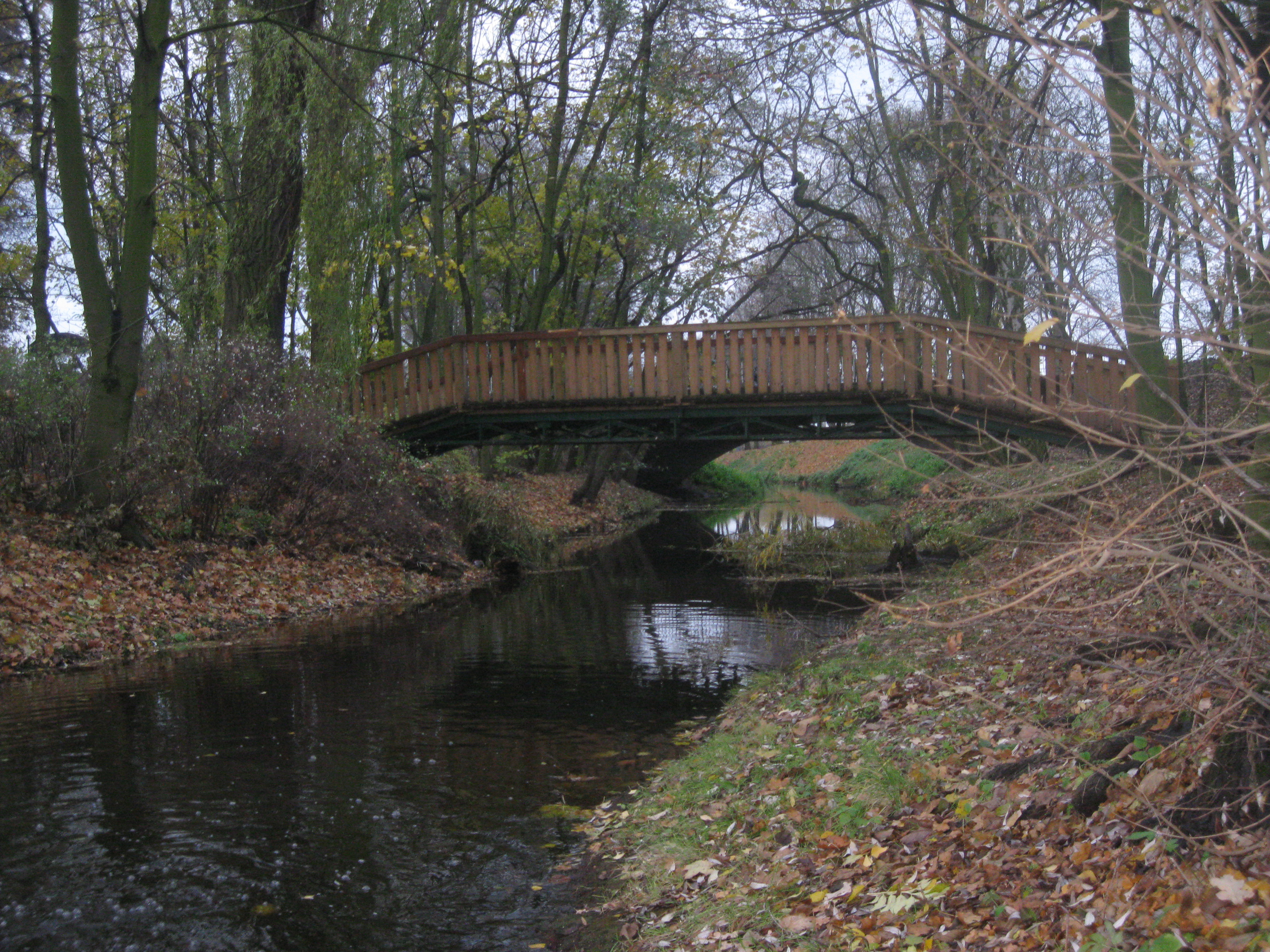
cầu bắc qua Wrześnica
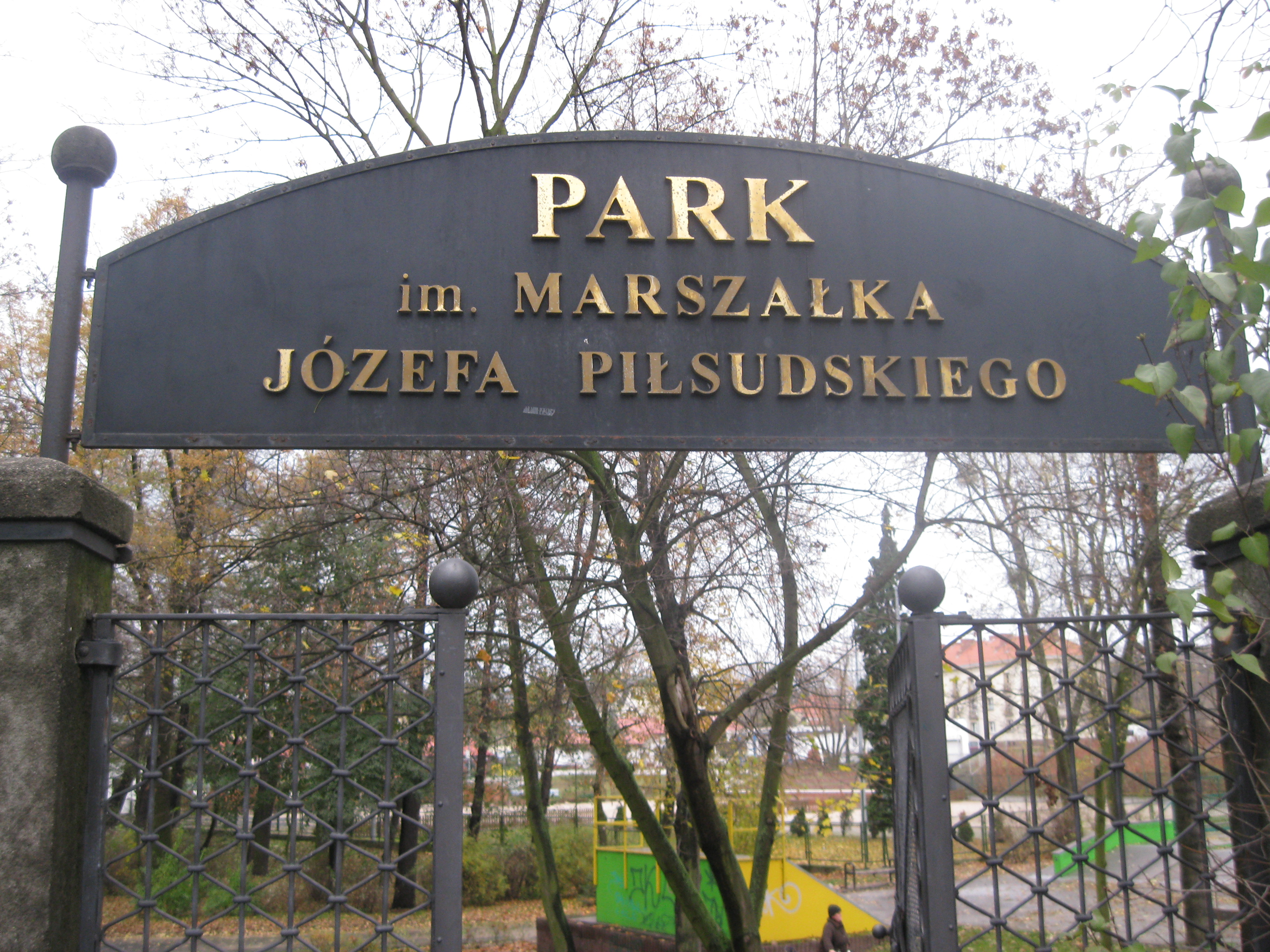
bảng hiệu phía trên lối vào Công viên
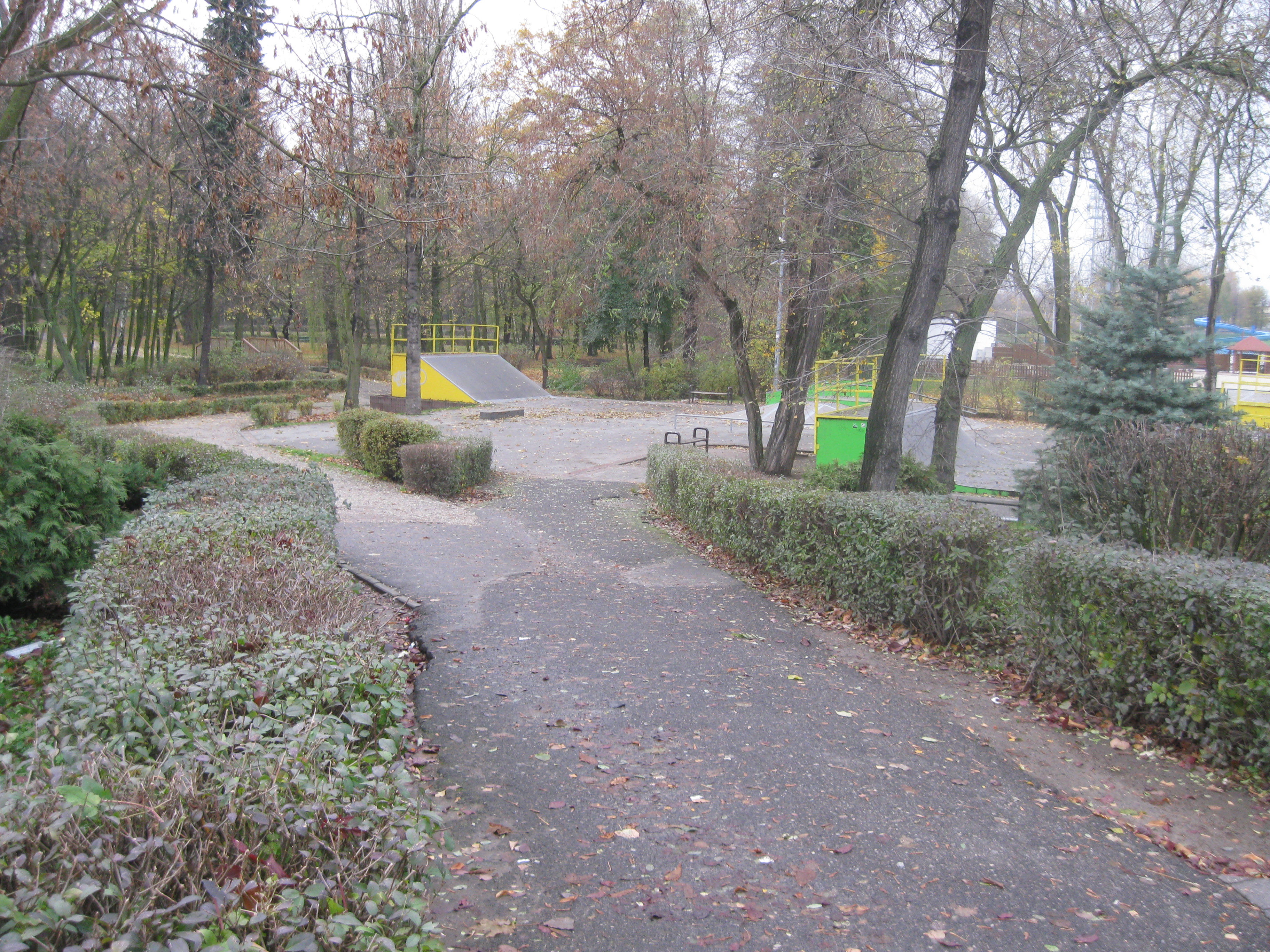
công viên trượt băng
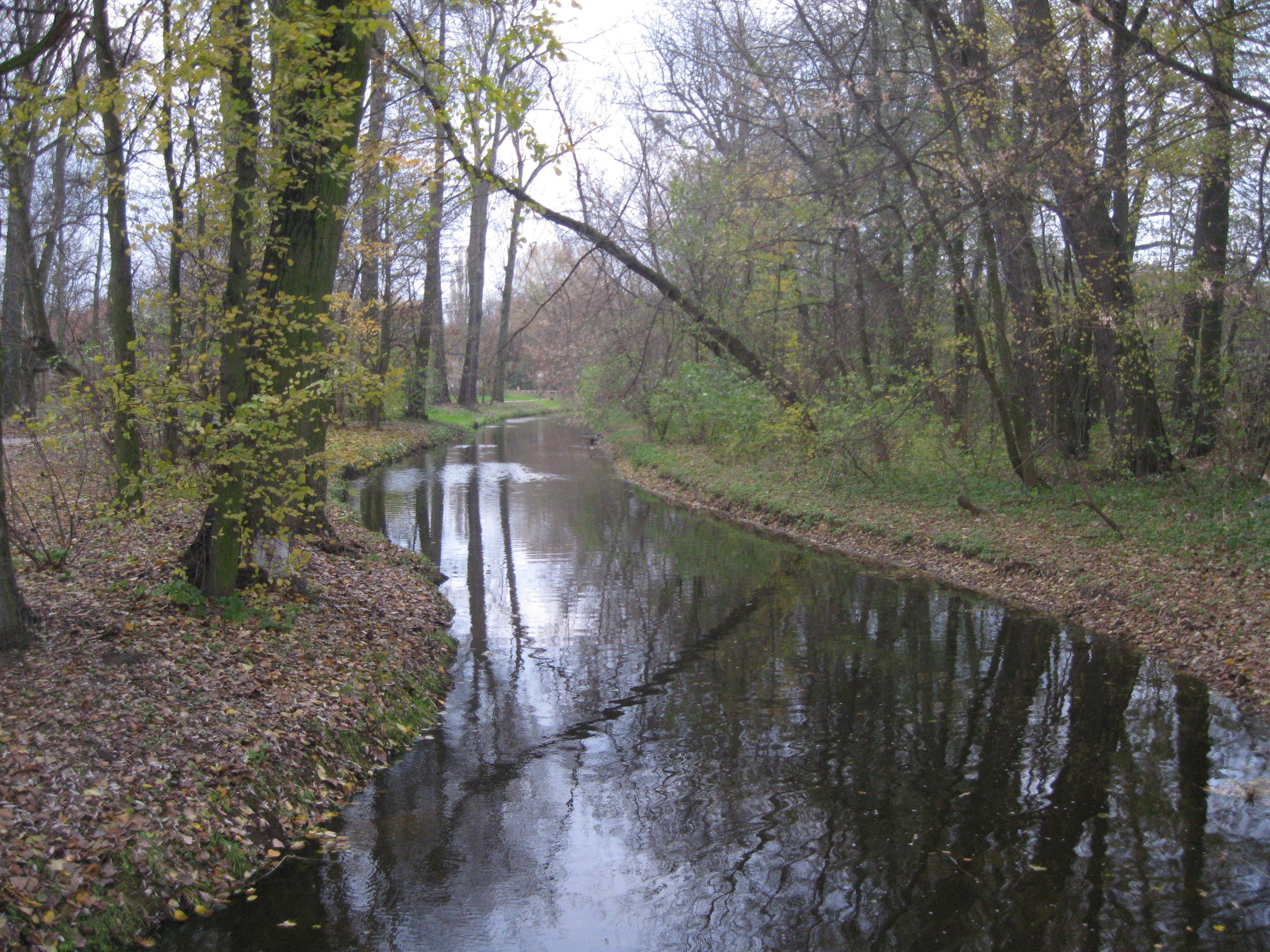
Wrześnica chảy qua công viên